# R.O.D -THE TV-
《R.O.D -THE TV-》（日语：アール・オー・ディー ザ・ティーヴィー）是倉田英之創作的輕小說《R.O.D READ OR DIE YOMIKO READMAN "THE PAPER"》改編而成的電視動畫作品。2003年9月1日在日本Perfect choice（Pay Per View）電視台播放，2003年10月15日在日本富士電視台播放。2008年3月29日開始在東京都會電視台重播。全26集。

## 登場人物

### 主要人物
阿妮達．金（アニタ・キング）
配音員：齋藤千和（日本）；黃紫嫻（香港）
香港人，中一生，操紙師，三姊妹偵探社成員之一，粉紅色頭髮。人工試管嬰兒。
能夠把紙變成鋒利的物件用來切割。13歲，三姊妹中的年紀最小，身手敏捷，性格衝動，在執行任務時常常負責攻擊，本身很聰明卻非常討厭讀書，常常被人問到「為甚麼明明這麼討厭書卻還能操縱紙？」。
瑪姬．梅（マギー・ムイ）
配音員：平田宏美（日本）；鄭仁君（台灣）；黃紫嫻（香港）
香港人，操紙師，三姊妹偵探社成員之一，黑色頭髮。人工混合基因而成的後天操紙師。
能夠把紙變成紙傀儡。三姊妹中排行第二，20歲，為人較沉默寡言。身材十分高大，但郤喜歡陰暗，狹小的地方。在堇川老師的家中就選了樓梯底下的小儲物室作房間，解決了兩人床不夠三姊妹睡的窘境。由於可以把紙變成不同用途的紙傀儡，在執行任務時常負責輸送，掩護等輔助工作，最常做的事是操作紙做的大鳥。
米雪兒．張（ミシェール ・チャン）
配音員：菊地祥子（日本）；丘梅君（台灣）；潘芳芳（香港）
香港人，操紙師，三姊妹偵探社成員之一，黃色頭髮，能夠把紙變成紙弓箭。人工混合基因而成的後天操紙師。
三姊妹中的大姐，非常注重三姊妹的團隊合作，25歲，緊張或不安時會有搣自己面頰的小動作。性格活潑開朗，有點天然，同時也是不折不扣的書痴，曾經在神保町把整間書店的書買下，造成整條書店街大轟動，使得眾人誤以為是讀子回來了，頭腦冷靜，於執行任務時多負責擬定戰略。
菫川 奈奈奈（菫川ねねね）
配音員：雪野五月（日本）；林芳雪（台灣）；郭碧珍（香港）
日本人，23歲，日本著名女作家，褐色長髮。
收留了為作自己保鑣的三姊妹偵探團在家中居住
讀子．列特文（読子・リードマン）
配音員：三浦理惠子
操紙師，能夠把紙變成紙牆壁等等的多樣化武器。TV版中出現的年紀為30歲。
菫川奈奈子的好朋友。
為前大英圖書館的特工，曾幫助解決偉人事件。
通稱：The Paper。
蘭西．幕張（ナンシー・幕張）
配音員：根谷美智子
母體於大學時死亡。
為偉人軍團中的一員，有穿透物件的能力。
第一個複製體於OVA3與火箭一齊上太空。TV版為第二個複製體，朱利亞的母親。
在OVA版的偉人事件之中,因為腦部缺氧，所以消除了部份記憶，在OVA版最後有提到，曾參加過短暫的強制學習，可是還是無法挽回所有記憶。
現跟讀子一起生活。
通稱：Ms. Deep。

### 次要人物
裘克 Joker（ジョーカー）
配音員：鄉田穗積
大英圖書館特殊工作部的負責人。
溫蒂．雅哈得（ウェンディ・イアハート）
配音員：鮭延未可（日本）；丘梅君（台灣）
秘書，Joker得力助手。
常泡紅茶給同伴。
大英圖書館特殊工作部成員。
朱利亞（ジュニア）
配音員：齋賀觀月（日本）；錢欣郁（台灣）；潘芳芳（香港）
大英圖書館特殊工作部特工，有穿透物件的能力，常常在暗中幫助三姊妹。
其身份為蘭西．幕張的親生子，有一頭銀色的長髮，也因此被米雪兒誤認為女生。
為gentleman的知識容器。
多雷克．安德森（ドレイク・アンダーソン）
配音員：岩崎征實（日本）；曹冀魯（台灣）
解決偉人事件時讀子的同伴。
金（金（きむ）さん）
配音員：牛山茂
讀仙社事務協調員，在羅馬尼亞認出三姊妹，因為她們是舊書市場最顯眼的客人。
三姊妹的委託人，希望她們拿回大英圖書館在火災後被留存的書，曾經半玩笑半認真的說過「把書從小偷那裏奪回來讓書自由，才是正義」一語。
（サニー・ウォン）
配音員：黑田崇矢
讀仙社成員。
（ジョン・ウー）
讀仙社成員。
阿李（リー・リンホー）
配音員：三木眞一郎（日本）；劉傑（台灣）
菫川奈奈奈的得力助手，委託三姊妹擔任堇川老師的保鑣，但是事後強擄奈奈奈至讀仙社，最後又幫助阿妮妲救走奈奈奈，在過程中死亡。
為編輯。
西園春日（はるひ）
配音員：田村由香里
西園棗之姐姐。
菫川奈奈奈的朋友。
為日本著名女作家。
菱石久美（菱石久美）
配音員：川田妙子（日本）；錢欣郁（台灣）
艾妮達的好朋友，對艾妮達有朋友以上的特殊情感。
西濱中學的學生。
岡原徹
配音員：高木禮子
西濱中學的學生。
艾妮達的同學，經常與其鬥氣。
暗戀菱石久美。
岩田千穗（岩田千穂）
配音員：島涼香
西濱中學的學生。
重乃燈子
配音員：野中藍
西濱中學的學生。
西園棗（なつめ）
配音員：田村由香里（日本）；林芳雪（台灣）
西濱中學的學生。
西園春日之妹。
非常為自己姐姐驕傲。

## 製作團隊
- 原作、腳本 - 倉田英之
- 人物原案 - 羽音たらく
- 監督 - 舛成孝二
- 人物設計、總作畫監督 - 石浜真史
- 美術指導 - 神宮司訓之
- 美術監督 - Easter 八（やつ）組
- 美術設定 - 泉寛
- 色彩設定 - 店橋真弓
- 攝影監督 - 西田和成
- 編輯 - 坂本雅紀
- 錄音監督 - 菊田浩巳
- 音樂監督 - 児玉隆
- 音樂 - 岩崎琢
- 製作人 - 落越友則
- 動畫製作人 - 松倉友二
- 協力 - Studio Orphee
- 動畫製作 - J.C.STAFF
- 製作協力 - STUDIO DEEN
- 製作 - Aniplex

## 主題曲
- 片頭曲《R.O.D》

作曲・編曲：田中秀基　演奏：YKZ
- 片尾曲《Moments in The Sun》（第1話～第20話/DVD及TOKYO MX第1話～13話）

作詞：kazami　作曲：藤本和則　編曲：TANCO　演唱：kazami with Home Grown
- 片尾曲2《Confidence》（第21話～第26話/DVD及TOKYO MX第14話～第26話）

作詞：松本有加　作曲：渡邊徹　編曲：HΛL　演唱：三浦理惠子

## 各話列表
| 話数   | 日文標題 | 中文標題             | 分鏡     | 演出                | 作画監督 | 標題的原出處                                               |
| ------ | -------- | -------------------- | -------- | ------------------- | --- | ---------------------------------------------------------- |
| 第1話  |          | 漫天紙舞             | 舛成孝二 | 石濱真史            | 石濱真史 | 傑克·希金斯的冒險小說《猛鷹突擊兵團》                      |
| 第2話  |          | 沒用的人大集合       | 舛成孝二 | 吉本毅              | 千葉崇洋 | 手塚治虫的漫畫作品 《蒐集人種》（人間ども集まれ!）                        |
| 第3話  |          | 在神保町相見吧       | 舛成孝二 | 細田直人            | 細田直人 | 歌曲『相逢有樂町』                                         |
| 第4話  |          | 國一課程             | 島津聰行 | 渡部健一郎          | 高橋裕一 | 學習研究社發行的雜誌                                       |
| 第5話  |          | 那些傢伙鬧翻天       | 鈴木信吾 | 湖山禎崇            | 丸山宏一 崔文英 | 羅伯特·R·麥卡蒙的恐怖小說 《》（They Thirst）              |
| 第6話  |          | 太空先鋒             | 森脇真琴 | 橘秀樹              | 橘秀樹 | 汤姆·沃尔夫的同名紀實文學                                  |
| 第7話  |          | 竹藪中               | 関野昌弘 | 関野昌弘            | 福世孝明 高橋裕一 | 芥川龍之介的同名小說                                       |
| 第8話  |          | 夜色迷惑             | 吉本毅   | 吉本毅              | 大河原晴男 | 麻宮騎亜《Compiler》的MV 〈〉                              |
| 第9話  |          | 黑暗深處             | 中山勝一 | 渡部健一郎          | 千葉崇洋 | 约瑟夫·康拉德的同名小說 （電影《現代啓示錄》的原作）       |
| 第10話 |          | 聖誕節頌歌           | 福田道生 | 滝本治              | 五十嵐淳 | 查尔斯·狄更斯的同名小說                                    |
| 第11話 |          | 再見了，日本         | 深井蒼   | 高島大輔            | 相坂直紀 | 大友克洋的同名漫畫                                         |
| 第12話 |          | 眾紙的黃昏           | 鈴木信吾 | 湖山禎崇            | 橘秀樹、矢上孝一 枡田邦彰、下谷智之 | 理查德·瓦格纳的歌劇 《尼伯龙根的指环》第3夜 「諸神的黃昏」 |
| 第13話 |          | 眾紙的黃昏 續集      | 福田道生 | 江島泰男            | 高橋裕一 | 理查德·瓦格纳的歌劇 《尼伯龙根的指环》第3夜 「諸神的黃昏」 |
| 第14話 |          | 紙葉的森林           | 舛成孝二 | 舛成孝二            | 千葉崇洋 | 馬克·Z·丹涅埃萊夫斯基的小說 《》（House of Leaves）        |
| 第15話 |          | 微暗的地底           | 舛成孝二 | 高島大輔            | 都築裕佳子 友岡新平 | 鈴木光司的恐怖小說《暗水幽靈》                             |
| 第16話 |          | 華氏四五一           | 吉本毅   | 吉本毅              | 枡田邦彰 矢上孝一 | 雷·布萊伯利的科幻小說 《華氏451度》                        |
| 第17話 |          | 甜蜜家庭             | 深井蒼   | 橘秀樹              | 杉本功 金田英二 | 遠藤淑子的同名漫畫                                         |
| 第18話 |          | 告白                 | 福田道生 | 高島大輔            | 相坂直紀 | 川口開治（原作：福本伸行）的漫畫 《告白 CONFESSION》       |
| 第19話 |          | 家族遊戲             | 深井蒼   | 湖山禎崇            | 都築裕佳子 千葉崇洋 | 本間洋平的同名小說                                         |
| 第20話 |          | 悲傷你好             | 高田耕一 | 高田耕一            | 吉田隆彦、篁馨 阿部和彦 | 佛蘭西絲·莎崗的同名小說                                    |
| 第21話 |          | D.O.D -DREAM OR DIE- | 福田道生 | 高島大輔            | 下谷智之 中矢雅樹 | 澤井鯨的亞洲神秘小說 《D.O.D -DICE OR DIE-》               |
| 第22話 |          | 奪取                 | 鈴木行   | 石川久一            | 枡田邦彰 矢上孝一 | 真保裕一的同名小說                                         |
| 第23話 |          | 謊言，以及沈默       | 加藤洋人 | 橘秀樹              | 杉本功 | 大衛·馬丁的同名小說                                        |
| 第24話 |          | 你知道我             | 福田道生 | 山名隆史 秋田谷典昭 | 相坂直樹 薮野浩司 | RC Succession的同名歌曲                                    |
| 第25話 |          | 不是什麼大不了的問題 | 高田耕一 | 高島大輔            | 丸山宏一、杉本功 加藤洋人 | 速星七生的同名漫畫                                         |
| 第26話 |          | 從此以後             | 舛成孝二 | 舛成孝二            | 石浜真史、橘秀樹 千葉崇洋、都築裕佳子 細田直人、高橋裕一 竹内哲也、下谷智之 中矢雅樹、矢上孝一 枡田邦彰、井嶋けい子 梅津泰臣、鉄羅紀明 薮野浩司、金子拓 | 夏目漱石的同名小說                                         |

## 播放電視台
| 播放地區   | 播放電視台     | 播放日期                       | 播放時間             | 備註               |
| ---------- | -------------- | ------------------------------ | -------------------- | ------------------ |
| 日本全域   | Perfect Choice | 2003年9月1日 - 2004年3月1日    | 按次付費電視         | 月2回、2話放送     |
| 關東廣域圈 | 富士電視台     | 2003年10月15日 - 2004年3月17日 | 星期三 26:58 - 27:28 | 第1話 - 第20話為止 |

## 其他

### 三姊妹的名字由來
三姊妹的名字，是取自活躍於香港電影界的女星梅艷芳（Anita Mui）、張曼玉（Maggie Cheung）以及楊紫瓊於早期作品所使用的藝名Michelle Khan，但姓氏與名字經過調換。

## 外部連結
- R.O.D-THE TV-（页面存档备份，存于） - ANIPLEX（日語）
- R.O.D-THE TV-（页面存档备份，存于） - 富士電視台（日語）
- R.O.D-THE TV-（页面存档备份，存于） - TOKYO MX（日語）
- R.O.D-THE TV- - 萬代頻道（日語）
- .   [2018-09-23]. （原始内容存档于2014-08-22）.（日語）
- R.O.D-THE TV-（页面存档备份，存于） - J.C.STAFF（日語）